# آران‌ای ریبوزومی ۲۳اس

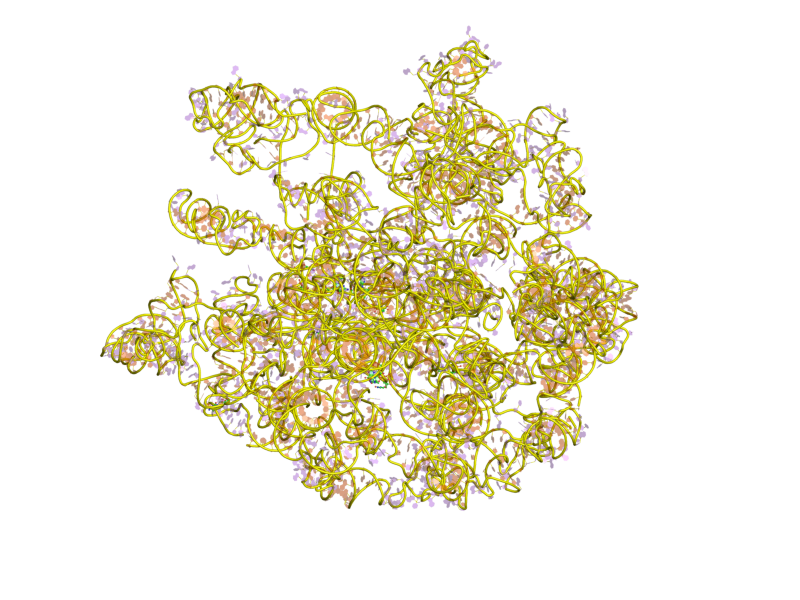
نمایش سه‌بعدی ریبوزوم که نمایی از آرایش سه‌بعدی آران‌ای ریبوزومی ۲۳اس و ۵اس در زیرواحد ۵۰اس ریبوزومیدر اشریشیا کلی بر پایهٔ میکروسکوپ الکترونی عبوری است.

آران‌ای ریبوزومی ۲۳اِس یک جزء ۲۹۰۴ نوکلئوتیدی (در اشریشیا کلی) زیرواحد ۵۰اس ریبوزوم پروکاریوتی است و مرکز پپتیدیل ترانسفراز (PTC) را تشکیل می‌دهد. این آران‌ای به شش دامنهٔ ساختاری ثانویه با عنوان I-VI تقسیم می‌شود که آران‌ای ریبوزومی ۵اس آن نیز دامنهٔ VII در نظر گرفته می‌شود. فعالیت ریبوزومی پپتیدیل ترانسفراز در دامنهٔ V این آران‌ای ریبوزومی قرار دارد، که همچنین رایج‌ترین محل اتصال آنتی‌بیوتیک‌هایی است که ترجمه را مهار می‌کنند و آن را به هدفی برای مهندسی ریبوزومی تبدیل می‌کند. یکی از اعضای شناخته‌شدهٔ این گروه آنتی‌بیوتیکی، کلرامفنیکل، با مهار تشکیل پیوند پپتیدی و بسته به گونهٔ ریبوزوم، دو محل اتصال متفاوت را مورد هدف قرار می‌دهد. جهش‌های متعدد در دامنه‌های آران‌ای ریبوزومی ۲۳اِس با فعالیت پپتیدیل ترانسفرازی منجر به مقاومت آنتی‌بیوتیکی شده‌است. ژن‌های آران‌ای ریبوزومی ۲۳اِس معمولاً تغییرات توالی بالاتری از جمله درج‌ها و/یا حذف‌هایی در مقایسه با سایر آران‌ای‌های ریبوزومی دارند.
همسان یوکاریوتی این زیرواحد در زیر واحد بزرگ ریبوزوم یوکاریوتی، آران‌ای ریبوزومی ۲۸اس است و دارای ناحیه‌ای است که با آران‌ای ریبوزومی ۵٫۸اس پر شده‌است.

## عملکردها
به‌طور کلی، آران‌ای ریبوزومی یک عملکرد اساسی پپتیدیل ترانسفرازی دارد. هستهٔ محرک ریبوزوم در پیکربندی پیوند پپتیدی نقش دارد. پپتیدیل-tRNA و آمینوآسیل-tRNA برای سنتز پروتئین مهم هستند.

## در پلاست‌ها
ریبوزوم‌های کلروپلاست از گیاهان «عالی» دارای یک آران‌ای ریبوزومی ۴٫۵اس اضافی هستند که با تکه‌تکه شدن ۲۳اس ایجاد می‌شود. در سمت ۳' و ۲۳اس در اپرون آران‌ای قرار دارد و مربوط به انتهای ۳' زیرواحد ریبوزومی غیر تکه‌تکه شده‌است.